# Lajos Tihanyi

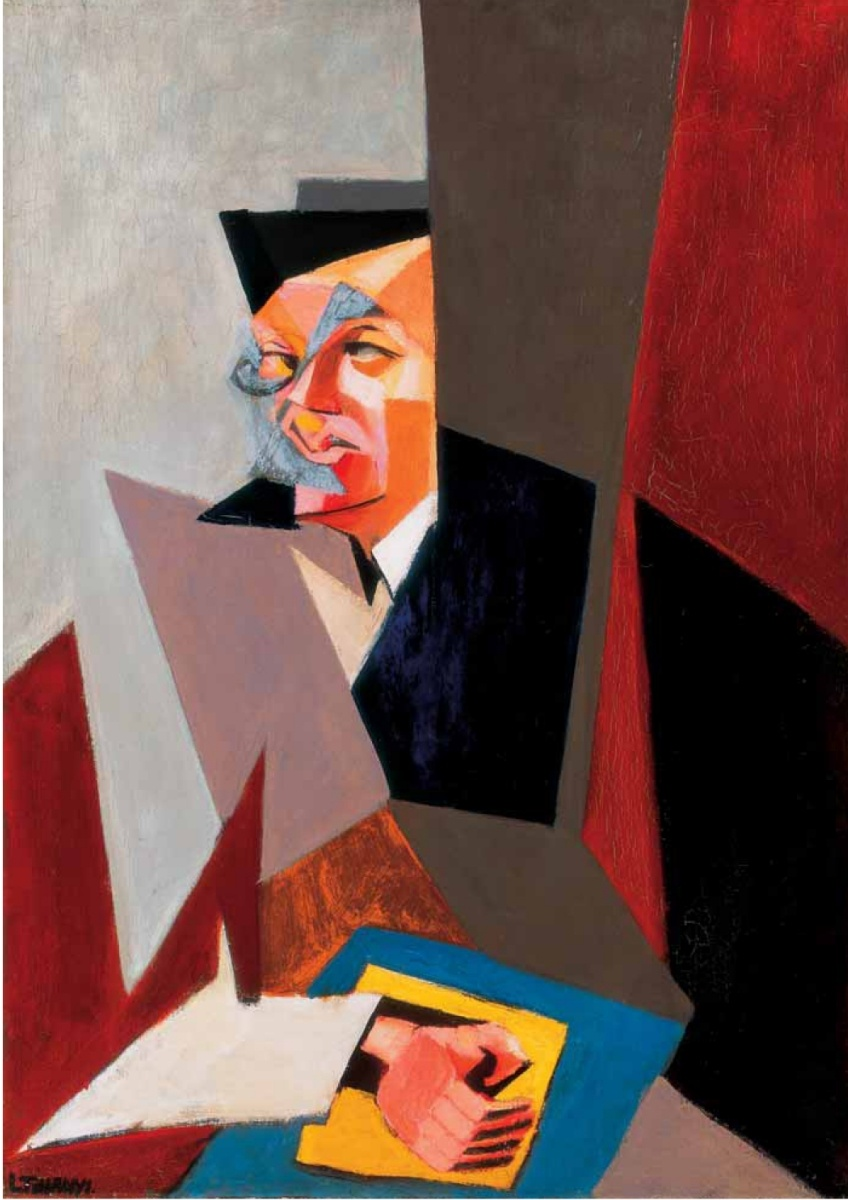
Lajos Tihany: Portrét francouzského básníka Tristana Tzary, 1927

Lajos Tihanyi (29. října 1885 Budapešť – 11. června 1938 Paříž) byl maďarský a francouzský malíř Pařížské školy.

## Životopis
Byl hluchoněmý. Studoval na Škole aplikované malby. Byl členem avantgardní skupiny Osm, která vydávala maďarský futuristický časopis Ma ("Dnes"). V roce 1919 po porážce maďarské revoluce byl nucen odejít do exilu – nejdříve do Vídně a Berlína, a v roce 1924 do Paříže. Seznámil se s Picassem a s fotografem maďarského původu André Kertészem, který roku 1926 vytvořil jeho fotografický portrét. V roce 1925 měl samostatnou výstavu v pařížské avantgardní galerii. Zemřel na zánět mozkových blan.

## Dílo
Na počátku jej inspiroval Paul Cézanne, maloval ve stylu kubismu a expresionismu. Později ho ovlivnil Oskar Kokoschka, a to tak, že v pařížském období přešel na nefigurativní kompozice. Namaloval portréty celé řady známých osobností, například to byli Endre Ady, Mihai Babic, Deže Kostolany, Sándor Marai, Lajos Kashshak, francouzský básník rumunského původu Tristan Tzara atd.
Na druhou stranu svou tvorbou ovlivnil již výše zmiňovaného fotografa a svého krajana André Kertésze.